# 光岡MICRO TYPE-R
MICRO TYPE-R（マイクロ．タイプR）為光岡汽車所推出的仿古典作品車系。車輛設計以1930年代的一級方程式賽車為藍本。

## 車輛歷史
2006年10月2日，光岡汽車在東京六本木新城露天廣場舉行「Orochi」（オロチ；大蛇）的預售發表會之前，首次現身的微型車輛「MICRO TYPE-R」、套件車輛「K-4」。現場披露「MICRO TYPE-R」、「K-4」將於春季發售。

### MICRO TYPE-R（2006－至今）
2006年11月21日，微型車輛「MICRO TYPE-R 」、套件車輛「K-4」發表。2006年11月22日，微型車輛「MICRO TYPE-R」、套件車輛「K-4」限量販售。「MICRO TYPE-R」限量販售120台。

## 車輛諸元
- 引擎（Engine）：BB-MC1E/49cc/Single cylinder/OHC
- 最高馬力（Maximmum Power）：4kw(6.1ps)/6500rpm
- 最大扭力（Maximum Torque）：6.9N･m(0.70kg.m)/6000rpm
- 變速系統（Transmission）：CVT
- 傳動型式（Drive system）：FF
- 懸吊系統（Suspension）：油壓式
- 煞車系統（Brakes）：四輪鼓煞
- 車長（Overall Length）：2490mm
- 車寬（Overall Width）：1290mm
- 車高（Overall High）：860mm
- 軸距（Wheel Base）：1100mm
- 車身重量（Vehicle weight）：181kg
- 輪胎尺寸（Tyre）：4.00-8-46J
- 車輛售價（Price）：￥766,500／892,500

## 相關車輛

### 攣生車輛
然而，正確說明「K-4」與「MICRO TYPE-R」起來，所有外觀與結構完全相同。「K-4」為完全未組裝，而直接販售的車輛。「MICRO TYPE-R」為已組裝完成，才販售的車輛。
- K-4

## 備註
1. ↑  光岡が新型マイクロカーを披露、来春発売予定 （页面存档备份，存于），〈価格.com〉
2. ↑  光岡自動車、大蛇の次に放つのはマイクロカー「ＴＹＰＥ－Ｒ」 （页面存档备份，存于），〈carview.co.jp〉

## 外部連結
- 光岡自動車（页面存档备份，存于）
- MITSUOKA-MICROCAR.COM（页面存档备份，存于）
- MITSUOKA-MICROCAR.K-4（页面存档备份，存于）